# バードフミヤ
バードフミヤ（バードふみや　1985年1月18日 -）は、日本のピン芸人。2013年9月20日に「バード238」から改名。本名は非公表(名字は小林と本人が公表)
埼玉県深谷市出身。げんしじん事務所からフリーを経て現在は東村プロダクション所属。埼玉県立深谷第一高等学校卒業。

## 経歴
- 2007年1月、『げんしじん事務所』に所属し、デビューする[1]。
- 2008年3月12日、お笑いライブ「トッパレード3」で『ドラゴンボール』のベジータの物真似芸人のR藤本と初共演[2][3]。
- 2009年、R藤本と『バード238とR藤本』というコンビを組んでM-1グランプリに出場した[4]。
- 2010年12月末、『げんしじん事務所』を退社[5]。
- 2011年4月6日、「R藤本の水曜はじけてまざれ!」のレギュラー[6]入りをする。
- 2012年9月12日、「R藤本の水曜はじけてまざれ!」で行われた『はじまざレギュラー争奪バトル』で敗れて、9月いっぱいでレギュラーを降板する事になった。バード238は第75回から第142回までレギュラーを務めた。2012年10月からはバード238に代わって海山昆布（現・昆布ちゃん）がレギュラー入りしている。
- 2013年9月20日、アニソンディスコpresentsトークライブ「ヤムチャ芸人「バード238」 新芸名御披露目会」で「バードフミヤ」（カタカナになおしただけ）に改名すると発表した[7]。
- 2017年7月、『東村プロダクション』所属となる[8]。

## 人物
- ベジータの物真似で知られるR藤本とも交友があり、ライブでも共演する他に、ニコニコ動画の「R藤本の水曜はじけてまざれ!」にもゲストとしてよく出演している。
- 野球好き芸人ユニット「BEPU」で野球ネタ、野球トークをするイベントにも出演している[9]。
- 野球、日向坂46の知識に長けている。日向坂にはコロナ禍になった後にハマったためライブに行けていない。
- DB芸人の中でも屈指のドラゴンボールの知識を誇り、YoutubeチャンネルではDB芸人最強の知見を持つきしはやとと共に考察動画も出している。
- 高校時代はバレーボール部に所属しており、現在でも趣味でプレイしている[10]。
- Leo the footballの生放送(サッカー日本代表代戦）などに度々出演している。何故か98年～06年辺りまでのサッカーには詳しくLeo the footballにそれ良く分からないと突っ込まれているが、とにかく人の好さが前面に出ており良い緩衝材となっている。
- 野菜とは距離をとっている。
- 中学時代を過ごした岡部地区は田舎すぎて、駅南に出来た公衆便所が自動になった時に「嘘だろぉおお！？？」と仲間と一緒に自転車を漕いで見に行ったことがある。
- 初めて買ったCDはFIELD OF VIEWのDAN DAN 心魅かれてく。

## 芸風
『ドラゴンボール』のキャラクターのヤムチャのモノマネが得意であり、ヤムチャに扮するDB芸人として活動している。大半は原作初期の盗賊時代のヤムチャの格好になるが、髪を短くするなどで後年のヤムチャの格好になる場合もある。基本の格好こそ原作初期だが、栽培マンの自爆で死亡した際のポーズを取ったり後年のヤムチャの台詞を引用したりと、ネタの範囲は広い。
持ちネタには、ドラゴンボールの物真似ネタと一緒に、ドラゴンボールが放送されていた時代の懐かしのCM（いなばのライトツナ、S&B 5/8チップ、ロートこどもソフト、はごろもフーズ など）を再現していた。
また、ヤムチャの声優である古谷徹繋がりでセーラームーンのタキシード仮面のモノマネをする事もある。

## 出演作品

### テレビ
不定期出演
- まろに☆え〜るTV
  - まろに☆え〜るTV〜とちぎの旅!ワクワクすっぞ!〜（とちぎテレビ、2018年3月15日、2018年3月22日、2018年3月29日）※YouTubeでも配信
  - まろに☆え〜るTV-Z（とちぎテレビ、2018年11月19日、2018年11月26日）※YouTubeでも配信
  - まろに☆え〜るTV超（スーパー）（とちぎテレビ、複数回出演）※GYAO!、YouTubeでも配信

単発・スペシャル
- 行列のできる法律相談所[1]（日本テレビ系列、2007年7月8日[1]、2008年[14]月日不明）再現VTR出演
- アイドルマンション物語（エンタ!371）
- コミュニてれび（BSスカパー! ch.241、2013年9月2日）コスプレ芸人会として出演
- ナカイの窓（日本テレビ系列、2013年9月4日、2016年1月20日）
- コスコスプレプレ（フジテレビONE、2013年9月22日）コスプレ芸人会として出演
- それって!?実際どうなの課（日本テレビ系列、2019年10月17日、11月27日）
- 有吉ゼミ（日本テレビ、2020年2月10日）那須川天心＆白鳥大珠＆ドラゴンボール軍団、ギガ盛りオムライスに挑戦
- ヒルナンデス（日本テレビ、2020年3月25日）

### ラジオ
- しゃべらじシリーズ
  - 喋るラジオ（市川うららFM、2016年12月20日 - 2018年4月17日）※第1.3.5火曜日放送
  - ふたりはシャベラジ（市川うららFM、2018年5月5日 - 2020年3月28日）※毎週土曜日放送

### インターネット

#### ニコニコ生放送
過去のレギュラー
- R藤本の水曜はじけてまざれ乙!（2011年4月6日 - 2012年9月26日）
- ブシモ放送局（2013年11月15日、2013年12月20日 - 2014年6月4日[注 1]、2014年10月21日）基本的に隔週で放送。

不定期放送
- バード238のヤムチャしやがって（ユーザー生放送、2012年9月13日 - 2014年6月3日）
- 作家がアホやからニコ生できへんねん！！（ユーザー生放送、2012年12月2日 - 2015年7月13日）

単発・スペシャル
- R藤本の水曜はじけてまざれ!（2009年6月10日初出演 - 複数回出演）
  - オールナイトdeはじけれまざれ（2009年10月16日）
  - 出張！はじけてまざれ！LIVE in 表参道ヒルズ（2011年4月30日）
  - 24時間よしよし動画内はじまざSP（2012年12月15日）
  - 「R藤本の水曜はじけてまざれ！」放送250回記念！公開生放送・HAJIMA THE LIVE！（2014年11月12日）
  - DBナイトdeはじけてまざれ！（2015年9月23日）
- ニコニコゲームパーク（2011年8月11日）
- 独り身X’masをHOTけないHOTなプレゼント交換企画！（2011年12月25日）
- ニコニコ超会議
  - 【ニコニコ超会議】出張版!! 吉本芸人 劇団アニメ座公演（2012年4月28日）
  - 【ニコニコ超会議3】シンデレラブレイド2 制作発表会（2014年4月27日）
  - 【ニコニコ超会議2018】超料理ステージ supported by カゴメ（2018年4月28日）
- 夏休み特別企画★ニコニコ夏期講習＠ニコニコ本社（2012年8月19日）
- 年末年始ぶっ通し78時間全局テレビ実況（2014年1月3日）[注 2]※7元生放送。
- ニコニコ町会議
  - ニコニコ町会議 in 大阪 水都大阪ミナミフェスティバル2014（2014年11月1日）
  - ニコニコ町会議 in 大阪 とんぼりリバーウォークステージ（2014年11月1日）

#### その他のネット番組
不定期放送
- Radio the 2faCe（ツイキャス、2014年12月11日 - 2015年6月5日）1ヶ月に1回ほど出演
- BLT-STUDIO（ツイキャス、2015年6月10日 - 2016年8月28日）
- BEPU空間プロ野球（SHOWROOM、2015年8月3日 - ）

不定期出演
- まろに☆え〜るTV
  - まろに☆え〜るTV〜復活のM〜（YouTube、2018年8月18日、2018年9月26日）※毎月1回配信
  - まろに☆え〜るTV-GT（YouTube、複数回出演）
  - まろに☆え〜るTV-改（GYAO!、2020年10月13日 - 12月29日）※過去の名作を再編集した番組

過去のレギュラー
- バードがやらなきゃ誰がやる!!（東京ネットラジオ、2009年4月22日 - 2011年4月）

単発
- MSNドラゴンボール特設ページ内「ドラゴンボールチャンネル」

## ライブ・イベント
- R-1ぐらんぷり
  - 「R-1ぐらんぷり2008」2回戦進出
  - 「R-1ぐらんぷり2009」2回戦進出
- げんしじん事務所主催ライブ
- アニトーク☆亜種
- 大ヴァンガ祭2014（2014年4月26日）※ブシモブースに出演
- アニメ座
  - アニメ座VSシリーズ〜VS DB芸人〜（13式催事空間、2014年8月8日）
  - アニメ座VSシリーズ劇場版〜アニメ座vsDB芸人〜(ヨシモト∞ホール、2015年1月10日)
  - 第4次 アニメ座vsDB芸人(新宿ロフトプラスワン、2016年8月5日)
- ニコニコ町会議 in 大阪2014（2014年11月1日）

BEPUプレゼンツ・野球イベント
- 作アホトークイベント「作家がアホやからネイキッドロフトでイベントができへんねん！！Vol.1」（新宿ネイキッドロフト、2014年1月17日）
- BEPUプレゼンツ「野球好き芸人交流戦！」（東高円寺笑や、2014年6月29日）
- BEPUプレゼンツ「野球好き芸人ネタ甲子園」（東高円寺笑や、2014年8月31日）
- BEPUプレゼンツ「ドラフト指名をひたすら待つライブ」（東高円寺笑や、2014年10月23日）
- BEPUプレゼンツ「キャンプイン直前SP！！爆笑ポテンヒットパレード2015」（東高円寺笑や、2015年1月30日）
- BEPUプレゼンツ「ベ・リーグファンミーティング」（東高円寺笑や、2015年3月20日）
- BEPUプレゼンツ「Midnight Dream Park〜野球場へゆこう〜」（東高円寺笑や、2015年5月23日）
- BEPUプレゼンツ「オールスターゲーム2015」（新宿レフカダ、2015年7月18日）
- BEPUプレゼンツ「侍コメディアン U-35」（東高円寺笑や、2015年10月3日）
- BEPUプレゼンツ「プレミア2決勝戦 侍コメディアンvs偽JAPAN」（新宿レフカダ、2015年12月13日）
- BEPUプレゼンツ「俺たち喋男2016〜爆ぜて猛々しく夢を翔破〜」(新宿レフカダ、2016年3月4日）
- BEPUプレゼンツ「BEPUai」（新宿レフカダ、2016年6月4日）

### DBナイト
- DBナイト（2012年6月8日 - ）

### 単独ライブ
- 第1回バード238単独ライブ「〜この世で一番面白い奴〜」(なかの芸能小劇場、2010年7月25日)
- 第2回バード238単独ライブ「バード238のヤムチャしやがって！」[6](新宿ハイジアV-1、2012年8月4日)
- 第3回バード238単独ライブ「バードフミヤのヤムチャしやがって～怒りのデス・ロード～」(新宿レフカダ、2016年4月3日、2回公演)